# Alexandre-Joseph Artot
Œuvres principales
Concerto pour violon et orchestre en la mineur, op. 18
Fantaisies pour violon et piano, op. 4, 5, 8, 11, 16, 19
Alexandre-Joseph Montagney dit Joseph Artot, aussi écrit Artôt, surnommé Le bel Artot, est un violoniste et compositeur belge, né à Bruxelles le 25 janvier 1815 et mort à Ville-d’Avray le 20 juillet 1845 .

## Biographie

### Formation
Il est le fils de Maurice Montagney (1772-1829), né en Haute-Saône, qui avait pris le nom d'Artot, premier cor de l’orchestre du théâtre royal de la Monnaie de Bruxelles. Son père lui a donné les premières leçons de musique dès l'âge de 5 ans, il solfiait avec facilité.
Bien que son père ait souhaité qu'il apprenne le cor, il lui a préféré le violon. Il a suivi les leçons de Joseph-François Snel (1793-1861), premier violon de l'orchestre du théâtre de la Monnaie. À 7 ans, ses progrès lui ont permis de jouer un concerto de Giovanni Battista Viotti au théâtre. À 8 ans, son professeur l'a envoyé à Paris où il est admis parmi les pages de la musique de la chapelle de Charles X. Il est devenu l'élève des frères Rodolphe puis Auguste Kreutzer. Il a travaillé les trois dernières années avec Lambert Joseph Massart. Il a alors pu se présenter aux concours de l'École royale de musique de Paris. Il a remporté le second prix de la classe de violon en 1827, et le premier prix en 1828, le premier prix. Ainsi formé, il est revenu en Belgique à l'âge de 13 ans.

### Une vie de concerts
Il donne alors des concerts en Belgique puis à Londres où il est applaudi dans des concerts. Il a continué en donnant des représentations dans les principales villes d'Europe et devint célèbre.
En 1839, Hector Berlioz a composé pour lui Rêverie et caprice, op. 8. Le 17e caprice des 24 caprices pour violon de Niccolò Paganini lui a été dédicacé.
Après avoir donné des concerts en France, en Angleterre, en Allemagne, en Valachie, en Hollande, en Italie, et en Russie, le 21 février 1842 il est à Varsovie pour une série de concerts et a joué des œuvres de Chopin.
Joseph Artot s'est associé à la cantatrice Madame Damoreau, alors âgée de 42 ans, pour faire une tournée triomphale en France avant de s’embarquer à Liverpool, le 13 septembre 1843, sur le Great-Western pour New-York où ils sont arrivés le 9 octobre 1843. Après plusieurs concerts dans cette ville, ils sont allés à Boston, puis à Charlestown où a aussi joué le violoniste norvégien Ole Bull. En décembre 1843, il est de retour à New-York où il donne un concert avec Madame Damoreau, un jour après Henri Vieuxtemps, et la veille d'un concert d'Ole Bull. Ils se sont embarqués le 2 janvier 1844 pour la Havane où ils ont donné douze concerts avec un grand succès. Ils se sont ensuite rendus la Nouvelle-Orléans. Ils sont ensuite retournés en Europe et ont débarqué au Havre, le 9 août 1844.
Au cours de sa carrière, il a collectionné cinq violons Stradivarius.

### Maladie
Ayant une santé fragile, Artot est revenu de ce voyage très fatigué. Il se rend alors à Nice pour se rétablir. Mais rapidement il reprend ses voyages et ses concerts avec Madame Damoreau, à Marseille, en Espagne. Au cours d'un concert chez la reine Isabelle, il est pris d’un grand refroidissement. Il est alors transporté de Madrid à Paris où lui a fait parvenir la décoration de …[Laquelle ?] dans l’ordre de Léopold. Après deux jours de souffrances, il est mort le 20 juillet 1845.
Il est enterré dans le cimetière de Montmartre.

## Œuvres
- Concerto pour violon et orchestre en la mineur, op. 18
- Des fantaisies pour violon et piano, op. 4, 5, 8, 11, 16, 19
- Des airs variés pour violon et orchestre, ou violon et piano, op. 1, 2, 17
- Des rondeaux pour violon et orchestre ou piano, op. 9 et 15
- Des sérénades, romances, etc.
- Plusieurs quatuors pour violon non publiés
- Quintette pour piano, deux violons, alto et basse

## Famille
Il est le fils de Maurice Montagney (3 février 1772, à Gray- † 8 janvier 1829 , à Bruxelles) qui a pris le nom d'Artot, aussi écrit Artôt, et de Theresa Eva Ries, cousine de Ferdinand Ries, pianiste élève de Beethoven.
Il a eu plusieurs frères et sœurs musiciens :
- Jean-Désiré Montagney (1803-1887), corniste, père de
  - Désirée Artôt (1835-1907), cantatrice, élève de Pauline Viardot, et qui a été fiancée à Piotr Ilitch Tchaïkovski, mais s'est mariée avec le bariton Mariano Padilla y Ramos,
    - Lola Artôt de Padilla (1880-1933), cantatrice.
- Charles (1810-1854), timbalier au théâtre de la Monnaie[4],[5].
- Une sœur, cantatrice